# Bureja
Bureja (ros. Бурея) – rzeka w azjatyckiej części Rosji, dopływ Amuru. Jest szóstym pod względem długości dopływem Amuru.

## Charakterystyka
Ma 623 km długości (739 od źródeł Prawajej Burei), powierzchnia dorzecza wynosi około 70 tys. km². Początek bierze w północnej części Gór Burejskich, a dokładnie w łańcuchu Dusse-Aliń. Płynie następnie na zachód, zbierając dopływy z Gór Burejskich oraz z łańcucha Turana. Średni przepływ przy ujściu wynosi 910 m³/s, a więc więcej niż w Dniestrze i Donie.

## Osadnictwo
Nazwa pochodzi od ewenkijskiego słowa birija, znaczącego „rzeka”. Pierwsi rosyjscy myśliwi pojawili się tutaj w XVIII wieku, zastawszy już Ewenków. Masowe osiedlanie się Rosjan i Ukraińców rozpoczęło się w końcu XIX wieku. Osadników zachęcały dobre gleby zalegające w dolinie rzeki, która należy jednak do bardzo kapryśnych pod względem ilości niesionej wody i rolnictwo nie miało tu właściwych warunków rozwojowych. Uprawiano głównie pszenicę, owies, ziemniaki, len i słonecznik. W początkach XX wieku sprowadzono soję z Mandżurii, a potem wprowadzano pomidory i cebulę. Rozwój upraw wstrzymywały jednak nieprzewidywalne wahania poziomu wód.

## Hydrologia
W ciągu kilku dni poziom rzeki może podnieść się o 6–8 metrów – niesie ona wtedy liczne połamane drzewa, zagrażając żegludze. Na przystaniach instaluje się z tego względu ruchome pomosty, uzależniające swoje położenie od poziomu wody. Rejon dorzecza ma najwyższą w całym dorzeczu Amuru roczną sumę opadów – do 900 mm. Od września do maja stany wód są niskie (przede wszystkim zimą) – przepływ spada wówczas do kilku m³ na sekundę (w 1930 było to nawet 0,9 m³). Latem, zwłaszcza po gwałtownych ulewach (w lipcu przypada 80% rocznej sumy opadów), przepływ osiągać może kilka tysięcy m³/s (rekord padł w 1917 – 15 tys. m³/s, czyli dwukrotna wartość dla Wołgi).

## Gospodarka
Największą miejscowością nad rzeką jest Nowy Urgal, leżący na trasie kolei bajkalsko-amurskiej. Na rzece budowana jest zapora, planuje się oddanie jej do użytku w roku 2011.